# Banzi
Banzi ist eine Gemeinde in der italienischen Provinz Potenza in der Region Basilikata. In Banzi werden Reben für den Rotwein Aglianico del Vulture angebaut.

## Lage und Daten
Banzi liegt 60 km nordöstlich von Potenza und hat 1163 Einwohner (Stand am 31. Dezember 2023).
Die Nachbargemeinden sind Genzano di Lucania, Palazzo San Gervasio und Spinazzola (BA).

## Geschichte
Auf dem Gebiet von Banzi entstanden bereits Siedlungen aus dem 6. bis 4. Jahrhundert vor Christus. Der Name geht auf das antike Bantia zurück. Über die Reste der alten Siedlungen wurde die heutige Stadt gebaut. 767 wurde das Kloster Santa Maria der Benediktiner gegründet. Um das Kloster entstanden Wohngebäude der Arbeiter, welches im 12. Jahrhundert seine größte Blüte erreichte.
Der Bürgermeister von Banzi, Giuseppe Garzillo (von der Berlusconi-Partei Forza Italia), geriet im Herbst 2008 in die Schlagzeilen, weil er zahlreiche dienstliche Termine vorgetäuscht und abgerechnet hatte. Sein Nachfolger wurde Nicola Vertone (Centro Sinistra).

## Sehenswürdigkeiten
Die Kirche und das Kloster Santa Maria liegen auf dem Gebiet der alten Benediktinerabtei. Das Kloster wechselte mehrmals die Ordensgemeinschaft. Im 17. Jahrhundert wurden das neue Kloster und die Kirche erbaut.